# Centaurea calcitrapa
Il fiordaliso stellato  (nome scientifico  Centaurea calcitrapa  L., 1753)  è una pianta erbacea, angiosperma dicotiledone, perenne appartenente alla famiglia delle Asteraceae.

## Etimologia
Il nome generico (Centaurea) deriva dal Centauro Chirone. Nella mitologia greca si racconta che Chirone, ferito ad un piede, guarì medicandosi con una pianta di fiordaliso. L'epiteto specifico di questa pianta ( calcitrapa ) deriva dal latino ”calcitro“ (o tribolo), un'ama a quattro punte da posizionarsi sul suolo per ostacolare i movimenti del nemico e fa riferimento alle vistose spine dell'involucro.

Il binomio scientifico della pianta di questa voce è stato proposto da Carl von Linné (1707 – 1778) biologo e scrittore svedese, considerato il padre della moderna classificazione scientifica degli organismi viventi, nella pubblicazione "Species Plantarum" del 1753.

## Descrizione

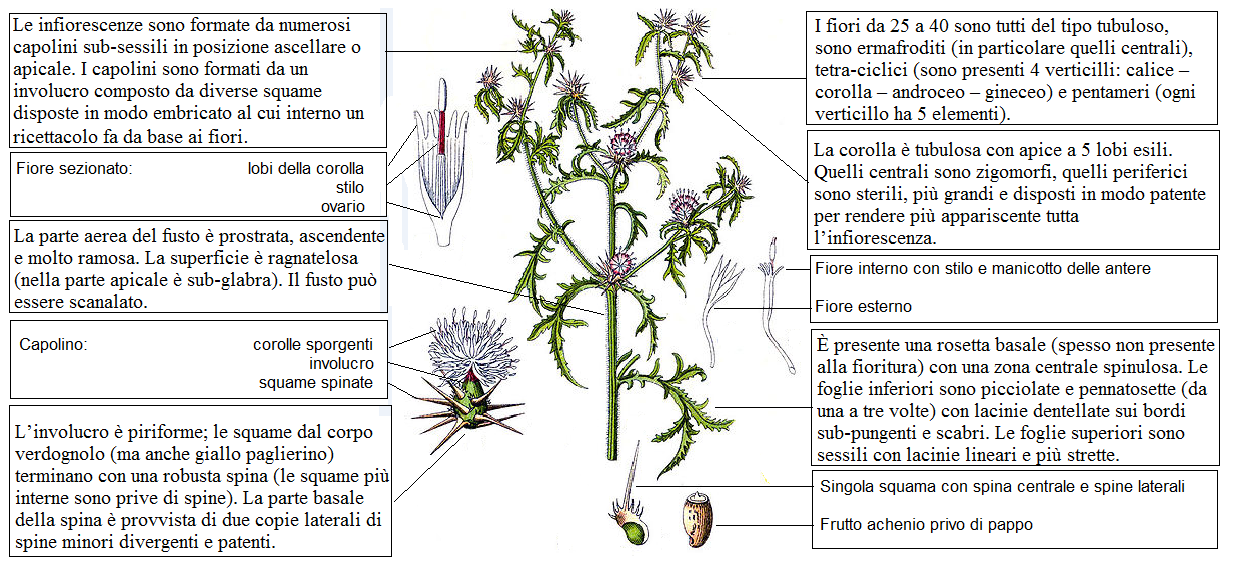
Descrizione delle parti della pianta

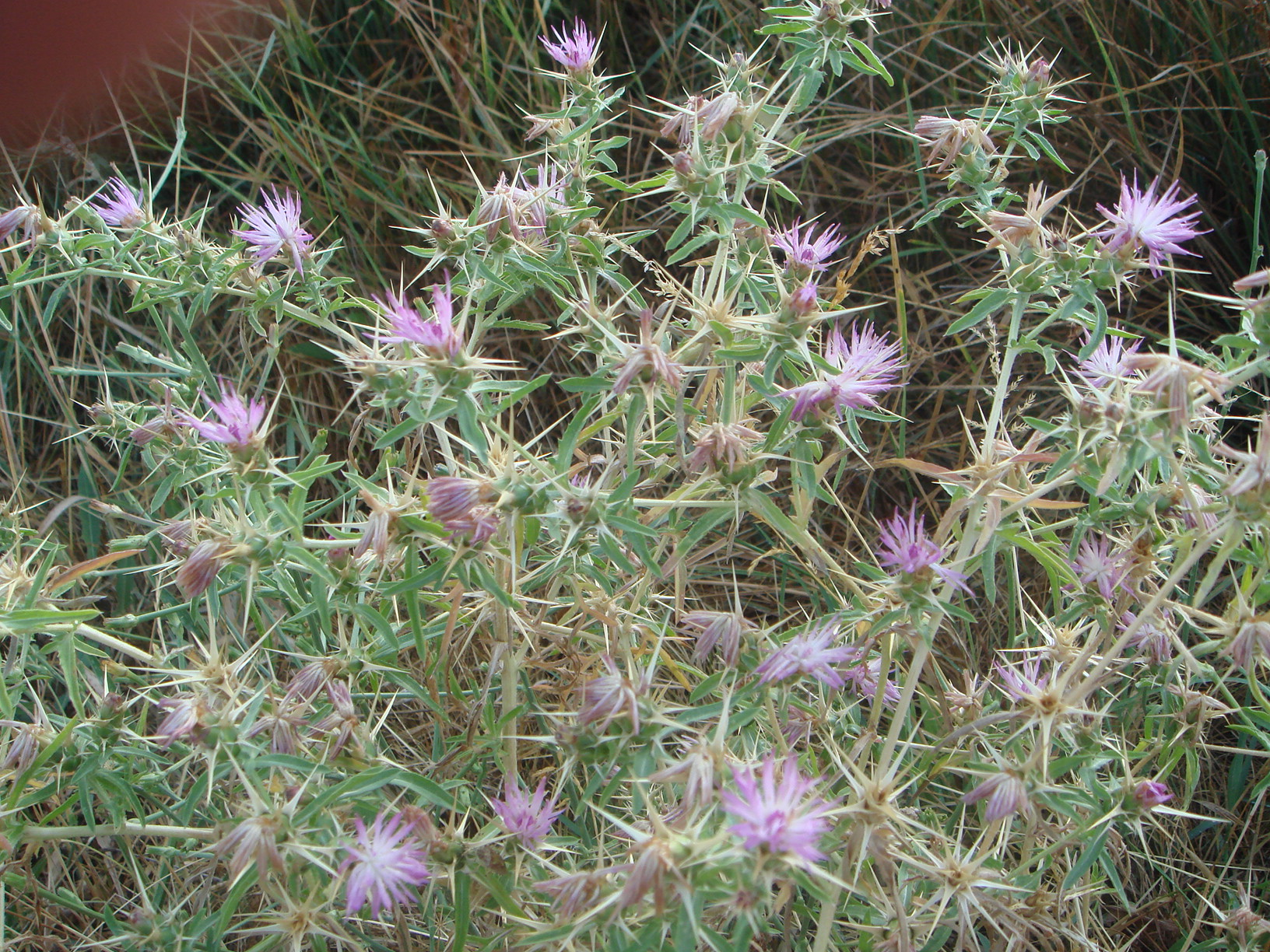
Il portamento

L'altezza di queste piante varia da 2 a 10 dm. La forma biologica della specie è emicriptofita scaposa (H bienn); ossia sono piante erbacee, a ciclo biologico bienne, con gemme svernanti al livello del suolo e protette dalla lettiera o dalla neve. In altri habitat (non europei) queste piante possono avere cicli biologici annui o perenni ma di breve durata.

### Radici
Le radici sono secondarie da rizoma.

### Fusto
- Parte ipogea: la parte sotterranea è un rizoma.
- Parte epigea: la parte aerea del fusto è prostrata, ascendente e molto ramosa (rami divaricati e aggrovigliati). La superficie è ragnatelosa (nella parte apicale è sub- glabra). Il fusto può essere scanalato.

### Foglie

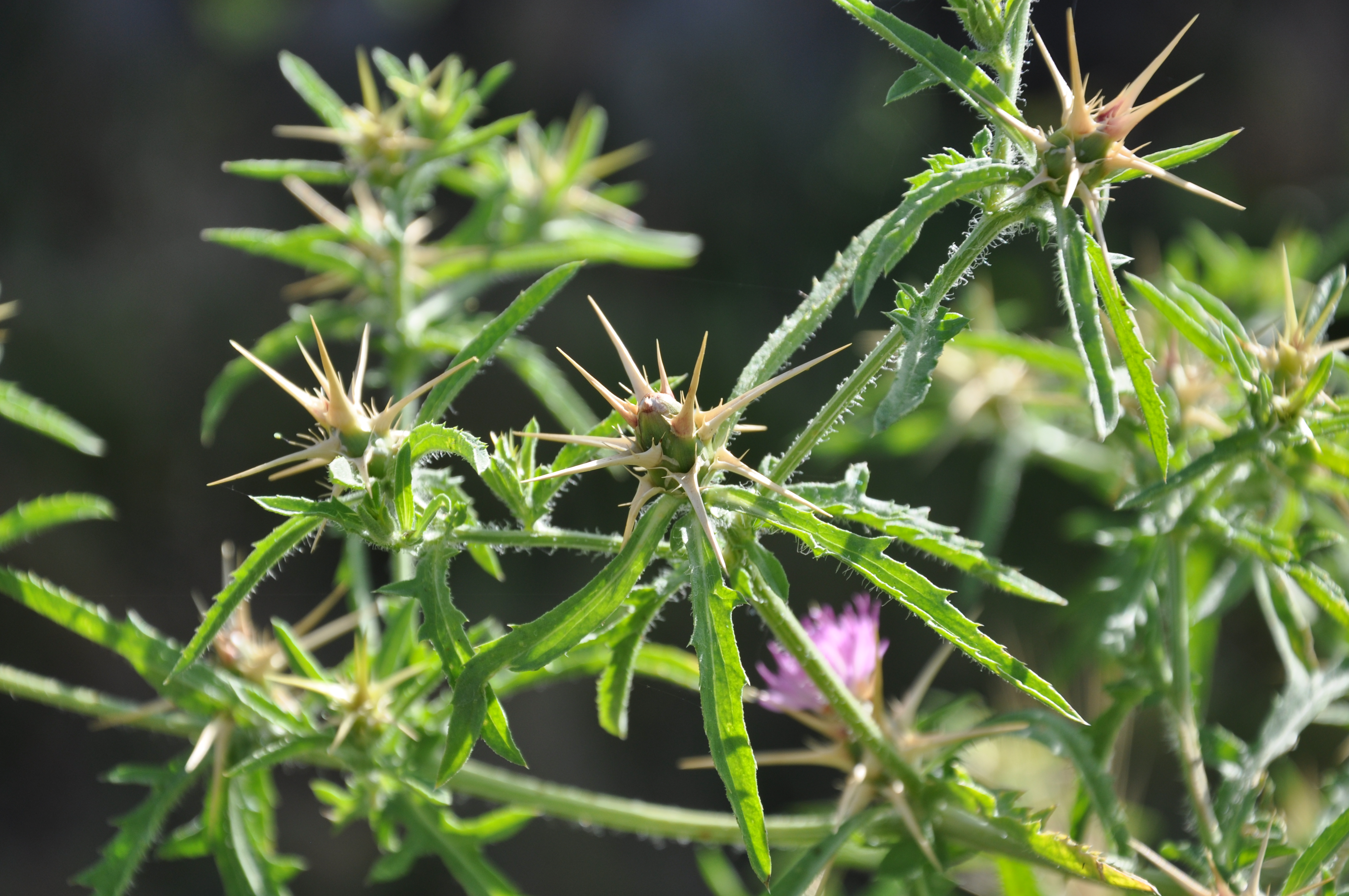
Le foglie superiori

È presente una rosetta basale (spesso non presente alla fioritura) con una zona centrale spinulosa. Le foglie inferiori sono picciolate e pennatifide (da una a tre volte) con lacinie dentellate sui bordi sub-pungenti e scabri. Le foglie superiori sono sessili e pennatifide con lacinie lanceolato-lineari più strette. Sono presenti anche delle foglie apicali con base astata. Dimensione delle foglie inferiori: larghezza 4 cm; lunghezza 11 cm. Dimensioni delle lacinie: larghezza 1 – 2 mm; lunghezza 18 – 25 mm. Le foglie giovani sono grigio-tomentose altrimenti sono pubescenti. Possono essere cosparse da ghiandole resinose punteggiate.

### Infiorescenza

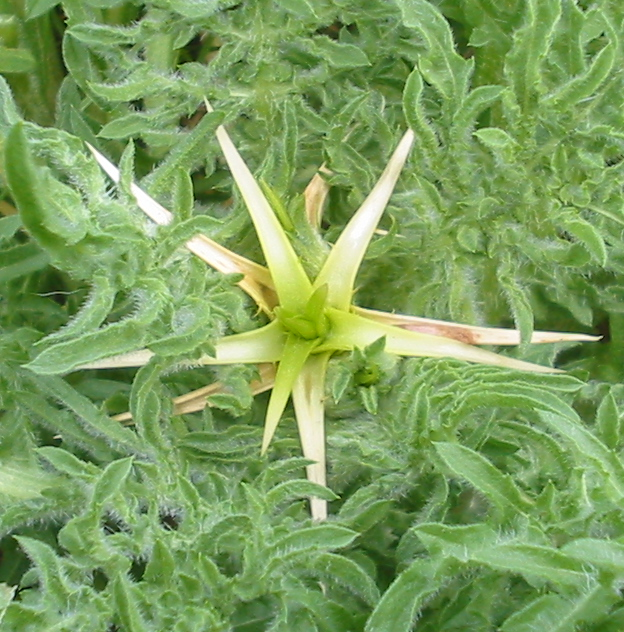
Le spine dell’involucro

Le infiorescenze sono formate da numerosi capolini, avvolti dalle foglie superiori, sub-sessili in posizione ascellare o apicale. I capolini sono formati da un involucro composto da diverse squame disposte in modo embricato al cui interno un ricettacolo fa da base ai fiori. L'involucro è ovoide o cilindrico con un diametro di 6 – 8 mm (altezza: 15 – 20 mm); le squame dal corpo verdognolo (ma anche giallo paglierino) terminano con una appendice provvista di 3 - 5 spine (quella mediana è lunga 14 – 20 mm). Diametro dell'infiorescenza: 15 – 20 mm.

### Fiore
I fiori da 25 a 40 per capolino sono tutti del tipo tubuloso (il tipo ligulato, i fiori del raggio, presente nella maggioranza delle Asteraceae,  qui è assente), sono ermafroditi (in particolare quelli centrali), tetra-ciclici (sono presenti 4 verticilli: calice – corolla – androceo – gineceo) e pentameri (ogni verticillo ha 5 elementi).
- Formula fiorale:

- /x K {\displaystyle \infty }, [C (5), A (5)], G 2 (infero), achenio

- Calice: i sepali del Calice sono ridotti ad una coroncina di squame.
- Corolla: la corolla è tubulosa con apice a 5 lobi esili. Quelli centrali sono zigomorfi e sono ermafroditi, quelli periferici sono attinomorfi, sterili, più grandi e disposti in modo patente per rendere più appariscente tutta l'infiorescenza.[3]. Il colore della corolla è purpureo-pallido. Lunghezza della corolla: 15 – 24 mm.
- Androceo: gli stami sono 5 con filamenti liberi ma corti (sono pelosi verso la metà della loro lunghezza), mentre le antere sono saldate in un manicotto (o tubo) circondante lo stilo e lungo quasi quanto la corolla; la parte superiore è costituita da prolungamenti coriacei.[16] I filamenti delle antere sono provvisti di movimenti sensitivi attivati da uno stimolo tattile qualsiasi (come ad esempio un insetto pronubo) in modo da far liberare dalle antere il polline. Contemporaneamente anche lo stilo si raddrizza per ricevere meglio il polline.[3]
- Gineceo: gli stigmi dello stilo sono due divergenti; l'ovario è infero uniloculare formato da 2 carpelli.[16]
- Fioritura: da giugno a agosto (ottobre).

### Frutti
I frutti sono degli acheni senza pappo (almeno nelle specie italiane). La forma è compressa al centro e allargata alle estremità. Il colore è bianco o marrone con superficie striata e glabra. La lunghezza dell'achenio è di 2,5 – 3,4 mm.

## Biologia
- Impollinazione: l'impollinazione avviene tramite insetti (impollinazione entomogama).
- Riproduzione: la fecondazione avviene fondamentalmente tramite l'impollinazione dei fiori (vedi sopra).
- Dispersione: i semi cadendo a terra (dopo essere stati trasportati per alcuni metri dal vento per merito del pappo se presente – disseminazione anemocora) sono successivamente dispersi soprattutto da insetti tipo formiche (disseminazione mirmecoria).

## Distribuzione e habitat

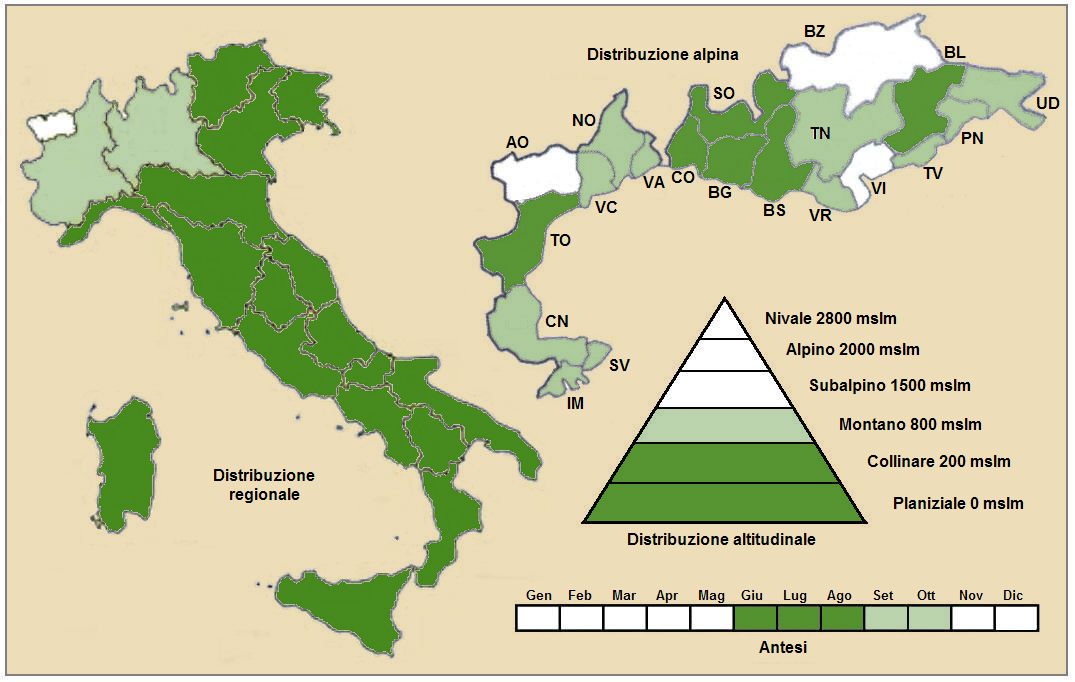
Distribuzione della pianta
(Distribuzione regionale – Distribuzione alpina)

- Geoelemento: il tipo corologico (area di origine) è Euro-Mediterraneo divenuto Sub-cosmopolita.
- Distribuzione: in Italia questa specie è presente su tutto il territorio. Oltreconfine sull'arco alpino è presente in Francia (dipartimenti di Alpes-de-Haute-Provence, Hautes-Alpes, Alpes-Maritimes, Drôme, Isère e Alta Savoia). Sugli altri rilievi europei si trova nel Massiccio Centrale, Pirenei, Monti Balcani e Carpazi.[19]  Oltre all'Europa, questa specie presente in Africa settentrionale, in Asia (India e Cina); mentre in America e in Australia è considerata specie naturalizzata.[20]
- Habitat: l'habitat tipico sono gli incolti aridi, i vigneti e lungo le vie; ma anche presso gli ambienti ruderali, depositi di materiali, scarpate e base dei muri degli edifici. Il substrato preferito è calcareo ma anche calcareo/siliceo con pH basico, alti valori nutrizionali del terreno che deve essere secco.
- Distribuzione altitudinale: sui rilievi queste piante si possono trovare fino a 1.400 m s.l.m.; frequentano quindi i seguenti piani vegetazionali: collinare e montano (oltre a quello planiziale – a livello del mare).

### Fitosociologia

#### Areale alpino
Dal punto di vista fitosociologico alpino Centaurea calcitrapa appartiene alla seguente comunità vegetale:
Formazione: delle comunità terofiche pioniere nitrofile
Classe: Stellarietea mediae
Ordine: Sisymbrietalia

#### Areale italiano
Per l'areale completo italiano Centaurea calcitrapa appartiene alla seguente comunità vegetale:
Macrotipologia: vegetazione erbacea sinantropica, ruderale e megaforbieti
Classe: Artemisietea vulgaris Lohmeyer, Preising & Tüxen ex Von Rochow, 1951
Ordine: Carthametalia lanati Brullo in Brullo & Marcenò, 1985
Alleanza: Onopordion illyrici Oberdorfer, 1954
Descrizione. L'alleanza Onopordion illyrici è relativa alle comunità nitrofile di emicriptofite spinose, di grossa taglia dei piani bioclimatici temperati mediterranei. Questa alleanza colonizza gli incolti, i margini stradali e le zone di sosta degli animali di allevamento. La distribuzione è relativa ai territori tirrenici e del Mediterraneo orientale. Si trova in Italia centrale, meridionale e nelle Isole.
Specie presenti nell'associazione: Carduncellus coeruleus, Carduus macrophalus, Carthamus lanatus, Centaurea calcitrapa, Cirsium echinatus, Daucus maximus, Echinops strigosus, Eryngium campestre, Phlomis herba-venti, Nicotiana glauca, Notobasis syriaca, Scolymus hispanicus, Tirimnus leucographus, Atractylis gummifera, Cynara cardunculus, Onopordum illyricum e Scolymus grandiflorus.

## Tassonomia
La famiglia di appartenenza di questa voce (Asteraceae o Compositae, nomen conservandum) probabilmente originaria del Sud America, è la più numerosa del mondo vegetale, comprende oltre 23.000 specie distribuite su 1.535 generi, oppure 22.750 specie e 1.530 generi secondo altre fonti (una delle checklist più aggiornata elenca fino a 1.679 generi). La famiglia attualmente (2021) è divisa in 16 sottofamiglie.
La tribù Cardueae (della sottofamiglia Carduoideae) a sua volta è suddivisa in 12 sottotribù (la sottotribù Centaureinae è una di queste).
Il genere Centaurea elenca oltre 700 specie distribuite in tutto il mondo, delle quali un centinaio sono presenti spontaneamente sul territorio italiano.

### Filogenesi
La classificazione della sottotribù rimane ancora problematica e piena di incertezze. Il genere di questa voce è inserito nel gruppo tassonomico informale Centaurea Group formato dal solo genere Centaurea. La posizione filogenetica di questo gruppo nell'ambito della sottotribù è definita come il "core" della sottotribù; ossia è stato l'ultimo gruppo a divergere intorno ai 10 milioni di anni fa.
C. calcitrapa è a capo dell'"Aggregato di C. calcitrapa". Questo gruppo è caratterizzato da portamenti erbacei con cicli biologici bienni o perenni; da fusti eretti oppure ascendenti (le ramificazioni sono erette o divaricate); da foglie con forme intere o pennatofide; da capolini avvolti dalle foglie superiori; da involucri con brattee pennate con 3 - 5 spine apicali (quella mediana è più lunga delle laterali); da fiori colorati di purpureo pallido e da acheni privi di pappo.
Le altre specie comprese in questo gruppo (appartenenti alla flora italiana) sono:
- Centaurea macroacantha Guss.: i rami del fusto sono divaricati e aggrovigliati.
- Centaurea torreana  Ten.: i rami del fusto eretti e ravvicinati.

Il numero cromosomico di  C. calcitrapa  è: 2n = 20.

### Variabilità
La specie di questa voce è una pianta abbastanza variabile. L'elenco seguente evidenzia i caratteri più soggetti a variabilità:
- il portamento generale della pianta;
- la forma e la spinosità delle foglie;
- lo sviluppo delle spine dell'involucro.

Alcune specie sono molto simili a quella di questa voce e sono descritte in dettaglio nel paragrafo “Specie simili”.
Per questa specie sono riconosciute valide le seguenti sottospecie:
- Centaurea calcitrapa subsp. angusticeps (H.Lindb.) Meikle, 1985 - Distribuzione: Cipro

(basionimo: Centaurea angusticeps H.Lindb.)
- Centaurea calcitrapa subsp. calcitrapa (l'unica presente spontaneamente in Italia).
- Centaurea calcitrapa subsp. cilicica (Boiss. & Balansa) Wagenitz, 1974 - Distribuzione: Anatolia

(basionimo: Centaurea cilicica  Boiss. & Balansa)

Alcune checklist nella specie di questa voce considerano inclusa anche l'entità Centaurea macroacantha Guss..

### Ibridi
Con questa specie sono segnalati i seguenti ibridi (non presenti in Italia):
- Centaurea x pouzinii DC. - Ibrido con Centaurea aspera (Distribuzione: California): le spine dell'involucro sono più brevi e l'achenio è provvisto di un piccolo pappo.

### Sinonimi
Questa entità ha avuto nel tempo diverse nomenclature. L'elenco seguente indica alcuni tra i sinonimi più frequenti:
- Calcitrapa angusticeps (H.Lindb.) Holub (sinonimo della sottospecie angusticeps)
- Calcitrapa calcitrapa (L.) Hill
- Calcitrapa calcitrapoides (L.)
- Calcitrapa cilicica  (Boiss. & Balansa) Holub (sinonimo della sottospecie  cilicica )
- Calcitrapa hippophaestrum
- Calcitrapa hybrida Sweet
- Calcitrapa hypophaestum Gaertn.
- Calcitrapa lanceolata Lam.
- Calcitrapa myacantha Cass.
- Calcitrapa phoenicea Sweet
- Calcitrapa stellaris Hill
- Calcitrapa stellata Lam.
- Calcitrapa vulgaris Bernh.
- Centaurea adulterina Moretti ex DC.
- Centaurea angusticeps H.Lindb. (sinonimo della sottospecie angusticeps)
- Centaurea calcitrapoides L.
- Centaurea carduifolia Salisb.
- Centaurea cilicica  Boiss. & Balansa (sinonimo della sottospecie  cilicica )
- Centaurea devauxii Nyman
- Centaurea horrida Ten.
- Centaurea hybrida Chaix
- Centaurea macroacantha Guss.
- Centaurea myacantha DC.
- Centaurea penicillata Delile
- Centaurea trichacantha Willd. ex Spreng.

### Specie simili
- Centaurea torreana Ten.: i fusti e i rami hanno un portamento più eretto, mentre le spine sono ridotte. Distribuzione: Gargano.[6] Questa specie in alcune checklist è “accettata preliminarmente”[31][32] e viene considerata una sottospecie con il nome di Centaurea calcitrapa subsp. torreana (Ten.) Nyman
- Centaurea iberica Trev.: le parti giovani sono più verdi e ispide; il fusto è più elevato; le foglie inferiori sono lirate, mentre quelle superiori sono lanceolate (o sub-spatolate); i capolini sono più o meno avvolti dalle foglie superiori; il diametro dell'involucro è maggiore (8 – 14 mm); il pappo è di poco più corto dell'achenio. La distribuzione di questa specie in Italia è da definire.[33]
- Centaurea hyalolepis Boiss. - Fiordaliso a squame ialine: i segmenti delle foglie sono sottili; i capolini sono brevemente peduncolati; il bordo delle squame è ampiamente ialino con normalmente una sola spina; la corolla è gialla e il pappo è lungo quanto l'achenio. In Italia è presente in Toscana e in Sicilia ma è considerata specie avventizia.[34]
- Centaurea aspera L. - Centaurea ispida: si distingue soprattutto per le brattee dell'involucro dotate di spine minori e palmate.
- Centaurea solstitialis L. - Centaurea del solstizio: è diversa per il colore della corolla: giallo (le spine invece sono simili al Fiordaliso stellato).

## Usi
In alcune zone le foglie sono considerate edibili, inoltre secondo la medicina popolare il fiordaliso stellato ha delle proprietà diuretiche (facilita il rilascio dell'urina).

## Altre notizie
In alcune aree (specialmente nell'America del nord) la specie di questa voce è considerata invasiva. Le grosse spine dell'involucro la rendono poco gradita al bestiame da pascolo, in questo modo le piante proliferano indisturbate creando vasti e densi popolamenti impenetrabili.

La  centaurea calcatreppola  in altre lingue viene chiamata nei seguenti modi:
- (DE)  Stern-Flockenblume
- (FR)  Centaurée chausse-trape
- (EN)  Red Star-thistle

Alcuni studi hanno dimostrato che gli estratti acquosi ottenuti da colture cellulari in sospensione di Centaurea calcitrapa sono utilizzabili come additivo proteolitico nella produzione di formaggio bovino commerciale.